# Manitoba Cemetery
Manitoba Cemetery is een Britse militaire begraafplaats met gesneuvelden uit de Eerste Wereldoorlog, gelegen in de gemeente Caix in het Franse departement Somme. De begraafplaats werd ontworpen door William Cowlishaw en ligt aan een landweg in het open veld op ruim 2,6 km ten zuiden van het centrum van Caix (Église Sainte Croix). Ze heeft een onregelmatig grondplan met een oppervlakte van ruim 340 m² en wordt omsloten door een natuurstenen muur, afgedekt met witte boordstenen. De open toegang wordt afgebakend door twee paaltjes verbonden door kettingen. Het Cross of Sacrifice staat vlak bij de toegang.
De begraafplaats wordt onderhouden door de Commonwealth War Graves Commission.

## Geschiedenis
Manitoba Cemetery werd zo genoemd omdat een groot deel van de hier begraven slachtoffers (8th Canadian Battalion) afkomstig waren van Winnipeg, de hoofdstad van de Canadese provincie Manitoba. Caix werd op 8 augustus 1918 door het Canadian Corps (1st Cavalry Division) veroverd. De begraafplaats werd na de verovering van het dorp aangelegd door de Burial Officer van de 1st Canadian Division. 

## Graven
Er liggen 120 doden begraven waaronder 7 niet geïdentificeerde.
Onder de geïdentificeerde doden zijn er 111 Canadezen en 2 Britten. Een Canadees wordt herdacht met een Special Memorial omdat zijn graf niet meer gelokaliseerd kon worden en men neemt aan dat hij zich onder een naamloos graf bevindt.

### Onderscheiden militairen
- Thomas Head Raddall, luitenant-kolonel bij de Canadian Infantry werd onderscheiden met de Distinguished Servic Order (DSO).
- Robert James Allan, luitenant bij de Canadian Infantry werd onderscheiden met het Military Cross en de Military Medal (MC, MM).
- kapitein John Clontarf Kelvyn Carson en luitenant F.P.D. Newland, beide van de Canadian Infantry werden onderscheiden met het Military Cross (MC).
- sergeant George Heason McAssey, korporaal W. Stretton en soldaat R. Bell, allen bij de Canadian Infantry werden onderscheiden met de Military Medal (MM).